# Ko Mu-yeol
Ko Mu-yeol (고무열?, 高武烈?; Pusan, 5 settembre 1990) è un calciatore sudcoreano, attaccante del Seoul E-Land.

## Palmarès

### Club

#### Competizioni nazionali
- Campionato sudcoreano: 1

Pohang Steelers: 2013
- Coppa della Corea del Sud: 1

Pohang Steelers: 2013